# Saint-Vaast-d'Équiqueville
Saint-Vaast-d'Équiqueville é uma comuna francesa na região administrativa da Normandia, no departamento de Sena Marítimo. Estende-se por uma área de 13,95 km². Em 2010 a comuna tinha 765 habitantes (densidade: 54,8 hab./km²).